# Nops anisitsi
Nops anisitsi là một loài nhện trong họ Caponiidae.
Loài này thuộc chi Nops. Nops anisitsi được Embrik Strand miêu tả năm 1909.